# Prinsessan Reishi
Prinsessan Reishi, född 1078, död 1144, var en japansk prinsessa och kejsarinna. Hon tjänstgörande ceremoniellt som kejsarinna åt sin brorson kejsar Toba mellan 1108 och 1134. Hon avlade klosterlöften 1130. 